# SOB CFZe 4/4
Bei den CFZe 4/4 und BCFZe 4/4 handelt es sich um elektrische Triebwagen, die die Schweizerische Südostbahn (SOB) anlässlich der Elektrifizierung 1939 beschaffte. Insgesamt wurden acht Fahrzeuge in zwei Versionen beschafft (vier BCFZe 4/4 und vier CFZe 4/4), welche sich aber nur im als zweite (spätere erste) Klasse ausgebildeten Abteil voneinander unterschieden, ansonsten baugleich waren. Später wurden die verbliebenen Fahrzeuge in ABe 4/4 umgezeichnet.

## Geschichte
Als die Elektrifizierung der Eisenbahnlinien bei der Südostbahn Einzug hielt, beauftragte diese im Juli 1938 ein Konsortium von sechs Unternehmen, einen vierachsigen Triebwagen zu konstruieren und davon acht Fahrzeuge zu erstellen. Sie erhielten anfänglich die Bezeichnungen CFZe 4/4 mit den Betriebsnummern 11–14 und BCFZe 4/4 mit den Nummern 1–4. Für die Fahrwerke zeichnete die Schweizerische Lokomotiv- und Maschinenfabrik (SLM) verantwortlich, während BBC, MFO und SAAS den elektrischen Teil herstellten. Trotz der recht grossen Leistung erhielten die Triebwagen Tatzlager-Fahrmotoren mit Eigenventilation. Beim Bau der Wagen in den Jahren 1939 und 1940 erhielten die acht Triebwagen überdurchschnittlich grosse Glasflächen, was zum Beinamen Glaskasten führte. Der mechanische Teil stammt alternierend von der Schweizerischen Industrie-Gesellschaft in Neuhausen am Rheinfall (SIG) oder der Schweizerischen Wagonfabrik Schlieren (SWS).
Anfänglich war geplant acht Fahrzeuge der Bauart CFZe 4/4 zu beschaffen. Für die Züge des direkten Verkehres (heute Voralpen-Express) waren aber auch Sitzplätze der 2. Klasse notwendig. Für die Beschaffung eines geeigneten 2./3.-Wagens fehlte aber – wegen Kostenüberschreitung bei der Erneuerung beim Unter- und Oberbau anlässlich der Elektrifizierung – das Geld. Also beschloss man im Mai 1939 die Triebfahrzeug-Bestellung abzuändern und liess vier Triebwagen ab Werk mit einem 2.-Klasse-Abteil ausrüsten. Für den Abdruck in der Festschrift zur Elektrifizierung kam die Änderung des Bestellauftrages aber zu spät, so dass in dieser von acht CFZe 4/4 die Rede ist.
Die Glaswagen waren die ersten Fahrzeuge mit einer BBC-Rekuperationsbremse mit Kondensatorschaltung. Diese Nutzbremse ermöglichte gegenüber den vor der verspäteten Ablieferung der Triebwagen eingesetzten Aushilfsfahrzeugen eine namhafte Energieeinsparung.

## Umbauten und Umnummerierungen
| 1. Nummer und Erstbezeichnung | Auslieferung  | Umbauten Umnummerierung | Umbezeichnung (um 1957) | Modernisierung (1979–1982) | Ausrangierung | Bemerkungen                  |
| ----------------------------- | ------------- | ----------------------- | ----------------------- | -------------------------- | ------------- | ---------------------------- |
| BCFZe 4/4 1                   | 9. März 1940  |                         | ABe 4/4 1               | ABe 4/4 14                 | x             |                              |
| BCFZe 4/4 2                   | 20. Feb. 1940 |                         | ABe 4/4 2               | ABe 4/4 13                 | x             |                              |
| BCFZe 4/4 3                   | 16. Mai 1940  |                         | ABe 4/4 3               |                            | x             |                              |
| BCFZe 4/4 4                   | 1. Aug. 1940  |                         | ABe 4/4 4               | ABe 4/4 11                 |               | Verkauf an Tunnelkino (2001) |
| CFZe 4/4 11                   | 1. Nov. 1939  |                         | Be 4/4 7 (1959)         |                            | x             | Verkauf an STB (1964)        |
| CFZe 4/4 12                   | 27. Dez. 1939 | BCe 4/4 5 (1949)        | ABe 4/4 5               |                            |               | Verkauf an Verein TW5 (2008) |
| CFZe 4/4 13                   | 1. Dez. 1939  | Ce 4/4 12 II(1952)      | Be 4/4 12 II            |                            | x             | Verkauf an STB (1959)        |
| CFZe 4/4 14                   | 17. Jan. 1940 | BCe 4/4 6 (1953)        | ABe 4/4 6               | ABe 4/4 12 III             | x             |                              |

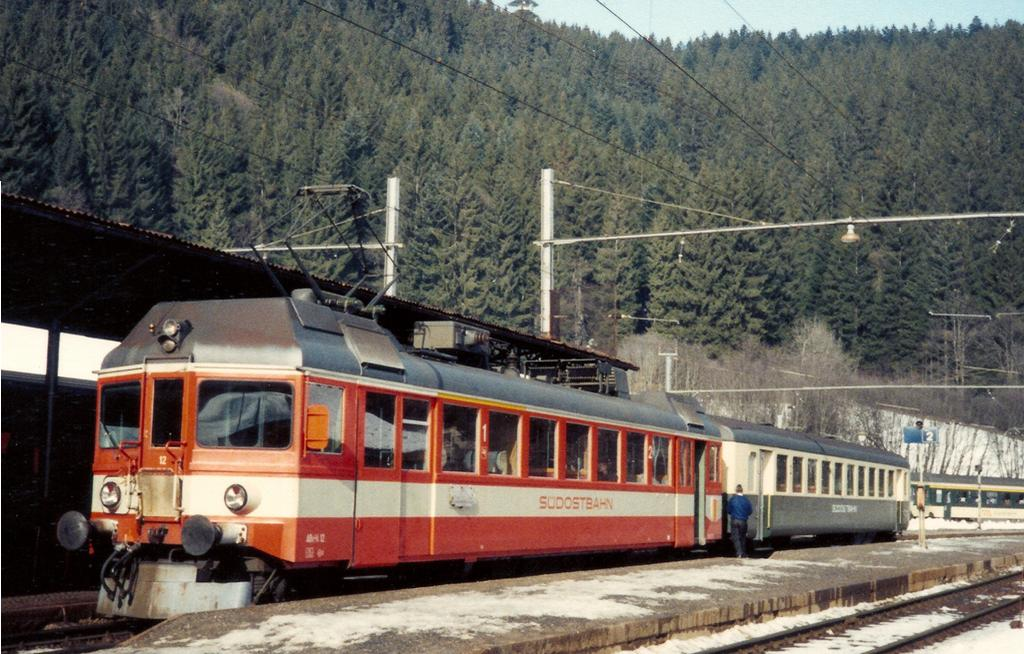
SOB-Triebwagen ABe 4/4 12 in VST-Einheitslackierung in Biberbrugg

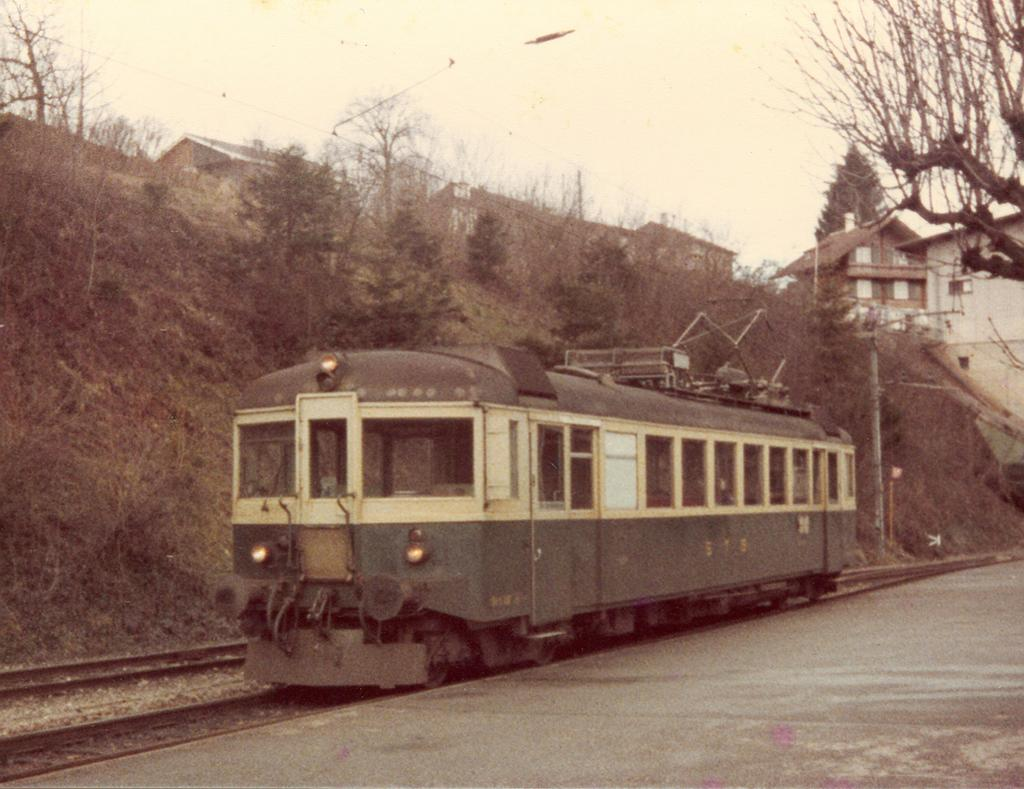
Be 4/4 106 in seiner neuen Heimat bei der Sensetalbahn

- Farbgebung: Nur die vier modernisierten Fahrzeuge mit den Nummern 11–14 erhielten die orange-lichtgraue VST-Einheitslackierung, die anderen zwei mit den Nummern 3 und 5 behielten ihren ursprünglichen grünen Anstrich.
- Am 26. Juli 1946 kollidierten der BCFZe 4/4 Nummer 3 und der CFZe 4/4 Nummer 12 beim Eisenbahnunfall von Bennau frontal. Beim Wiederaufbau der beiden Fahrzeuge wurde aus dem Triebwagen Nummer 12 der BCe 4/4 Nummer 5.
- Nach 1944 wurden die Triebwagen in BCe 4/4, beziehungsweise Ce 4/4 umgezeichnet[4]
- 1952 wurde der Ce 4/4 13 zum Ce 4/4 12II (zweite Nummernbelegung) ein Jahr später der Ce 4/4 14 zum BCe 4/4 6 modernisiert. 1959 wurde aus dem Ce 4/4 11 der Be 4/4 7.
- Nach der Einführung des Zweiklassensystems wechselte um 1957 die Bezeichnung in ABe 4/4 beziehungsweise Be 4/4.
- 1958 wurde der Wagen Nummer 12 an die Sensetalbahn (STB) verkauft. 1964 folgte der Be 4/4 Nummer 7. Sie wurden dort als Be 4/4 106 und 107 eingesetzt.
- 1959 wurden die Glaskasten weitgehend von den neuen BDe 4/4-Triebwagen abgelöst und in niedrigere Dienste abgeschoben.
- 1978–82 wurden die ABe 4/4 1, 2, 4, und 6 umfassend modernisiert und mit den Nummern 14, 13, 11 und 12III versehen. Die modernisierten Fahrzeuge verkehrten vorwiegend zwischen Pfäffikon und Rapperswil im Regionalverkehr. In den späten 1980er Jahren wurden sie um zwei ebenfalls orangefarbene Steuerwagen ergänzt.
- Im März 2001 wurde der letzte ABe 4/4 aus dem Verkehr gezogen. Der Triebwagen Nummer 5 wird als historisches Fahrzeug erhalten bleiben und wird seit Herbst 2008 vom Verein Historischer Triebwagen 5 aufgearbeitet (Stand: 2021)[5]
- Der Triebwagen Nummer 11 ist seit Juni 2001 auf der Stammlinie der ehemaligen Solothurn-Münster-Bahn (SMB) anzutreffen. Dort wird er von der IG Tunnelkino als neuer Besitzerin für Filmvorführungen im Weissensteintunnel eingesetzt.